# Pjotr Kudrjavtsev
Pjotr Nikolajevitj Kudrjavtsev (ryska: Пётр Николаевич Кудрявцев), född 1816 i Moskva, död där 1858, var en rysk historiker.
Kudrjavtsev var professor i allmän historia vid Moskvauniversitetet. Han författade Istorija Italii (1850), som behandlar Italiens historia från västromerska rikets undergång till Karl den stores regering, och många avhandlingar, delvis publicerade i den av honom redigerade tidskriften "Russkij vjestnik".